# (37595) 1991 UZ1
1991 UZ1 (asteroide 37595) é um asteroide da cintura principal. Possui uma excentricidade de 0.11770030 e uma inclinação de 11.11680º.
Este asteroide foi descoberto no dia 29 de outubro de 1991 por Seiji Ueda e Hiroshi Kaneda em Kushiro.